# Szkholarkhész
A szkholarkhész (ógörögül: σχολάρχης, scholarchēs) egy iskola vezetője volt az ókori Görögországban. A kifejezés különösen emlékezetes, mert a filozófiai iskolák, például az ókori athéni platóni akadémia, illetve a Sztoa vezetőit jelenti. Az Akadémia első szkholarkhésze maga Platón volt. Ezt a pozíciót negyven évig töltötte be, utódjául unokaöccsét, Speusippust nevezte ki. Az Akadémia tagjai később szkholarkhészeket választottak.
A görög szó a scholē (σχολή), az „iskola” és az archē (ἀρχή), az „uralkodó” szóból származik. 
Jelenleg Sztoikus Filozófusok Főiskolája vezetője is a szkholarkhész címmet viseli.